# André Lange
Pour les articles homonymes, voir André Lange (homonymie).
André Lange (28 juin 1973 à Ilmenau - )  est un ancien pilote de bobsleigh allemand qui a pris part aux grandes compétitions entre 1998 et 2010. Il a été porte-drapeau de la délégation allemande lors des Jeux olympiques d'hiver de 2010. C'est un des plus titrés de l'histoire de son sport avec 4 titres olympiques, 8 titres mondiaux et il a remporté 4 fois le classement général de la Coupe du monde (45 victoires).

## Palmarès
| Événement/Année       | Événement/Année | 2000 | 2001 | 2002 | 2003 | 2004 | 2005 | 2006 | 2007 | 2008 | 2009 | 2010 |
| Jeux olympiques       | bob à 4         | -    | -    | 1er  | -    | -    | -    | 1er  | -    | -    | -    | 2e   |
| Jeux olympiques       | bob à 2         | -    | -    | -    | -    | -    | -    | 1er  | -    | -    | -    | 1er  |
| Championnats monde    | bob à 4         | 1er  | 2e   | -    | 1er  | 1er  | 1er  | -    | 3e   | 1er  | 2e   | -    |
| Championnats monde    | bob à 2         | 2e   | -    | -    | 1er  | 3e   | 2e   | -    | 1er  | 1er  | 5e   | -    |
| Championnats monde    | mixte           | -    | -    | -    | -    | -    | -    | -    | -    | -    | -    | -    |
| Championnats d'Europe | bob à 4         | -    | 3e   | 1er  | 2e   | 1er  | 2e   | 2e   | 1er  | 3e   | -    | 1er  |
| Championnats d'Europe | bob à 2         | 1er  | -    | 2e   | 2e   | 3e   | 1er  | 1er  | 3e   | 2e   | 1er  | 2e   |

### Coupe du monde
- 9 globe de cristal : 
  - Vainqueur du classement bob à 2 en 2008.
  - Vainqueur du classement bob à 4 en 2001, 2003, 2004 et 2008.
  - Vainqueur du classement combiné en 2001, 2003, 2004 et 2008.
- 92 podiums  : 
  - en bob à 2 : 19 victoires, 15 deuxièmes places et 5 troisièmes places.
  - en bob à 4 : 25 victoires, 15 deuxièmes places et 13 troisièmes places.

#### Détails des victoires en Coupe du monde
| Édition   | Bob à 2                                            | Bob à 4                                                           |
| 1998-1999 |                                                    | Cortina d'Ampezzo                                                 |
| 1999-2000 | Cortina d'Ampezzo                                  |                                                                   |
| 2000-2001 |                                                    | Cortina d'Ampezzo Calgary Park City                               |
| 2001-2002 |                                                    | Lake Placid Igls Cortina d'Ampezzo                                |
| 2002-2003 | Igls Calgary                                       | Altenberg Igls Calgary                                            |
| 2003-2004 | Altenberg Igls                                     | Calgary Lake Placid Altenberg Saint-Moritz Cortina d'Ampezzo Igls |
| 2004-2005 | Winterberg                                         |                                                                   |
| 2005-2006 | Calgary Lake Placid Saint-Moritz                   | Calgary                                                           |
| 2006-2007 | Calgary Park City Lake Placid Winterberg Königssee | Calgary                                                           |
| 2007-2008 | Calgary Saint-Moritz                               | Königssee Winterberg                                              |
| 2008-2009 | Altenberg                                          | Winterberg                                                        |
| 2009-2010 | Altenberg Saint-Moritz                             | Altenberg Königssee Saint-Moritz Igls                             |